# Waipoua insula
Waipoua insula là một loài nhện trong họ Orsolobidae.
Loài này thuộc chi Waipoua. Waipoua insula được Raymond Robert Forster & Norman I. Platnick miêu tả năm 1985.